# Guerra da carne
Guerra da carne ou revolta da carne, foi um protesto ocorrido na cidade de Curitiba, capital do estado brasileiro do Paraná, entre os dias 17 e 21 de fevereiro de 1952.

## História
A carestia ocasionada pelos reflexos da economia e sequelas pós-Segunda Grande Guerra ao povo brasileiro durante o início da década de 1950, deflagrou uma campanha das donas-de-casa contra os chamados tubarões da carne da capital paranaense (o termo tubarões foi cunhado por Getúlio Vargas ao final de 1951, quando prometeu caçar os sonegadores auferidores de preços exagerados) e assim, começaram um boicote ao consumo de carne, ou como foi chamado na época, uma "greve branca". Este evento não foi exclusivo de Curitiba, pois ocorreram greves brancas em outras capitais, como São Paulo, Belo Horizonte, Rio de Janeiro, entre outras. 
O movimento começou pacificamente no dia 17 de fevereiro com passeatas de grandes grupos de mulheres pelo Centro e alguns bairros de Curitiba, como o Cajuru e o Parolin, além de utilizar a imprensa e os rádios da cidade para ampliar o evento, porém, desde o início do mês de fevereiro, as donas de casa já organizavam esta greve através de telefonemas entre elas na tentativa de angariar um colegiado maior para a marcha, a exemplo de movimentações similares em outras cidades.  
No dia seguinte, começaram comícios de instituições como a UPE (União Paranaense de Estudantes), a UPES (União Paranaense de Estudantes Secundaristas) e a Federação das Mulheres do Paraná, no local que mais tarde será conhecido como a Boca Maldita, no inicio da Rua XV de Novembro, em apoio as donas-de-casa. 
O movimento transformou-se em conflito no dia 19, quando uma dona de casa, no bairro Cajuru, foi comprar fígado para o seu almoço e solicitando apenas Cr$ 1,00 do produto, o açougueiro destratou a mulher, que reagiu de forma enérgica, golpeando o proprietário do estabelecimento com um cutelo. Alguns transeuntes invariam o açougue e jogaram a carne na rua, além de tentar destruir o imóvel. O povo aglutinou-se e de posse da carne saqueada, caminharam pelas avenidas que ligam o bairro ao centro, a Avenida Afonso Camargo e a Avenida Sete de Setembro, ampliando o pandemônio e de forma generalizada. Quando as líderes do movimento tomaram conhecimento dos fatos ocorridos, o clima de guerra já tinha se instalado, assim como a forte reação policial já estava em andamento. 
A população invadiu todos os açougues do centro da cidade, jogando os produtos destes no meio da rua, ao mesmo tempo que funcionários tentavam impedir os saques, também de forma violenta, aliados a polícia, que já estava infiltrada no movimento com agentes a paisana.
Foram dois dias de muitos embates, com a população e as donas-de-casa de um lado e proprietários e a polícia do outro. A cavalaria da PM foi utilizada, sem muito sucesso, pois populares espalharam bolinhas de gude nas ruas, inviabilizando suas montarias. Ocorreram muitas prisões e a repressão foi violenta dentro das delegacias, o que ocasionou um franco debate político na Assembléia Legislativa do Paraná entre a oposição e aliados do então Governador Bento Munhoz da Rocha.
As principais figuras do evento foram: o delegado Albino Silva (futuro Coronel e Presidência da Petrobrás, no Governo João Goulart), que liderou as prisões, autorizando a repressão física dentro das delegacias e acusando os manifestantes de comunistas, enquanto do lado oposto, foi a senhora Nair Bismaierf, uma das líderes do movimento, que logo depois do ocorrido, mudou-se para o Rio de Janeiro, já que o seu marido era militar e fora transferido.
No dia 21 de fevereiro, o centro da cidade amanheceu repleto de agentes de segurança, da polícia militar, polícia civil e guardas municipais, não ocorrendo enfrentamento durante todas as horas que antecederam a noite. Com um comício já marcado para as 20 horas na Rua XV de Novembro, logo no início dos discursos, iniciaram-se o quebra-quebra que lotou os hospitais, com feridos de ambos os lados, por toda a madrugada.
Por determinação do Governador, a repressão policial foi acalmada nos dias seguintes, da mesma maneira que proibiu-se comícios, ficando as discussões e acusações no ambiente político e mesmo assim, o preço da carne não foi reduzido, quando muito, os açougues somente diminuíram seus preços mediante produtos de baixa qualidade. O movimento continuou com o boicote de consumo do produto, ficando marcado, na história da cidade, o três dias de distúrbios generalizados.